# Films américains sortis en 1947
Listes de films américains
- 1943
- 1944
- 1945
- 1946
- 1947
- 1948
- 1949
- 1950
- 1951

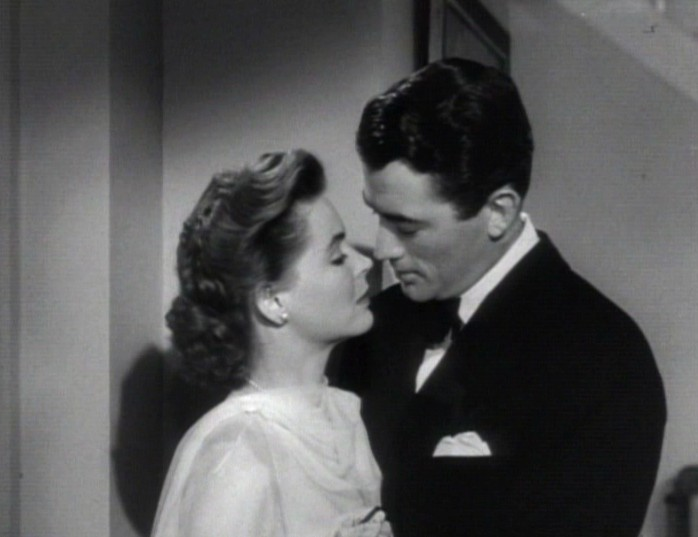
Dorothy McGuire et Gregory Peck dans Gentleman's Agreement

Liste (non exhaustive) de films américains sortis en 1947.
Gentleman's Agreement remporte l'Oscar du meilleur film à la 20e cérémonie des Oscars organisée le 20 mars 1948

## A-B (par ordre alphabétique des titres en anglais)
| Titre                                   | Réalisateur        | Distribution                                  | Genre          | Notes |
| --------------------------------------- | ------------------ | --------------------------------------------- | -------------- | ----- |
| 13 Rue Madeleine                        | Henry Hathaway     | James Cagney, Annabella, Richard Conte        | Espionnage     |       |
| Angel and the Badman                    | James Edward Grant | John Wayne, Gail Russell                      | Western        |       |
| The Bachelor and the Bobby-Soxer        | Irving Reis        | Cary Grant, Shirley Temple, Myrna Loy         | Comédie        |       |
| The Bishop's Wife                       | Henry Koster       | Cary Grant, David Niven, Loretta Young        | Comédie        |       |
| The Black Widow                         |                    | Bruce Edwards                                 | Serial         |       |
| Body and Soul                           | Robert Rossen      | John Garfield, Lilli Palmer                   | Drame          |       |
| Boomerang !                             | Elia Kazan         | Dana Andrews, Jane Wyatt                      | Drame          |       |
| Born to Kill                            | Robert Wise        | Lawrence Tierney, Claire Trevor               | Drame          |       |
| La Pièce maudite (The Brasher Doubloon) | John Brahm         | George Montgomery                             | Drame policier |       |
| Brick Bradford                          |                    |                                               | Serial         |       |
| Brute Force                             | Jules Dassin       | Burt Lancaster, Hume Cronyn                   | Drame          |       |
| Buck Privates Come Home                 | Charles Barton     | Abbott et Costello                            | Comédie        |       |
| Bury Me Dead                            | Bernard Vorhaus    | Cathy O'Donnell, June Lockhart, Hugh Beaumont | Film noir      |       |

## C-Z
| Titre                           | Réalisateur                                               | Distribution                                                | Genre                        | Notes                                 |
| ------------------------------- | --------------------------------------------------------- | ----------------------------------------------------------- | ---------------------------- | ------------------------------------- |
| Calendar Girl                   | Allan Dwan                                                | Jane Frazee, Gail Patrick                                   | Comédie                      |                                       |
| Captain from Castile            | Henry King                                                | Tyrone Power, Jean Peters, Cesar Romero                     | Film historique              |                                       |
| Carnival in Costa Rica          | Gregory Ratoff                                            | Vera-Ellen, Dick Haymes                                     |                              |                                       |
| Cass Timberlane                 | George Sidney                                             | Spencer Tracy, Lana Turner                                  | Drame                        |                                       |
| Cat Fishin'                     |                                                           |                                                             | Dessin animé                 |                                       |
| Code of the West                | William Berke                                             | Steve Brodie, James Warren                                  | Western                      |                                       |
| Crossfire                       | Edward Dmytryk                                            | Robert Young, Robert Mitchum, Robert Ryan                   | Film noir                    |                                       |
| Curley                          | Bernard Carr                                              | Billy Gray                                                  | Comédie                      |                                       |
| Daisy Kenyon                    | Otto Preminger                                            | Joan Crawford, Henry Fonda                                  | Drame                        |                                       |
| Dangerous Years                 | Arthur Pierson                                            | Billy Halop                                                 | Comédie                      |                                       |
| Dark Passage                    | Delmer Daves                                              | Humphrey Bogart, Lauren Bacall                              | Film noir                    |                                       |
| Dead Reckoning                  | John Cromwell                                             | Humphrey Bogart, Lizabeth Scott                             | Film noir                    |                                       |
| Deep Valley                     | Jean Negulesco                                            | Ida Lupino, Dane Clark, Fay Bainter                         | Drame                        |                                       |
| Desert Fury                     | Lewis Allen                                               | Lizabeth Scott, Burt Lancaster                              | Drame                        |                                       |
| Desperate                       | Anthony Mann                                              | Steve Brodie, Raymond Burr                                  | Drame                        |                                       |
| The Devil Thumbs a Ride         | Felix E. Feist                                            | Lawrence Tierney                                            | Drame                        |                                       |
| Dick Tracy Meets Gruesome       | John Rawlins                                              | Ralph Byrd, Anne Gwynne, Boris Karloff                      | Thriller                     |                                       |
| Don't Be a Sucker!              |                                                           |                                                             | Propagande                   |                                       |
| A Double Life                   | George Cukor                                              | Ronald Colman, Shelley Winters                              | Drame                        |                                       |
| Down to Earth                   | Alexander Hall                                            | Rita Hayworth, Larry Parks                                  | Fantasy                      | Suite de Here Comes Mr. Jordan        |
| Dr. Jekyll and Mr. Mouse        |                                                           |                                                             | Dessin animé                 |                                       |
| Dreams That Money Can Buy       | Hans Richter                                              | Jack Bittner                                                | Film expérimental            |                                       |
| Easter Yeggs                    |                                                           |                                                             | Dessin animé                 |                                       |
| The Egg and I                   | Chester Erskine                                           | Fred MacMurray, Claudette Colbert                           | Comédie                      |                                       |
| Escape Me Never                 | Peter Godfrey                                             | Errol Flynn, Ida Lupino                                     | Drame                        |                                       |
| The Exile                       | Max Ophüls                                                | Douglas Fairbanks Jr., Maria Montez, Rita Corday            | Aventure                     |                                       |
| The Fabulous Dorseys            | Alfred E. Green                                           | Tommy Dorsey, Jimmy Dorsey                                  | Film biographique            |                                       |
| The Farmer's Daughter           | H. C. Potter                                              | Loretta Young, Joseph Cotten                                | Comédie                      |                                       |
| Fear in the Night               | Maxwell Shane                                             | DeForest Kelley, Paul Kelly                                 | Drame                        |                                       |
| Fireworks                       | Kenneth Anger                                             |                                                             | Film expérimental            |                                       |
| For the Love of Rusty           | John Sturges                                              | Tom Powers, Ann Doran                                       | Film familial                |                                       |
| Forever Amber                   | Otto Preminger                                            | Linda Darnell, Cornel Wilde, George Sanders                 | Drame                        |                                       |
| The Foxes of Harrow             | John M. Stahl                                             | Rex Harrison, Maureen O'Hara                                | Aventure                     |                                       |
| Framed                          | Richard Wallace                                           | Glenn Ford, Janis Carter                                    | Suspense                     |                                       |
| The Fugitive                    | John Ford                                                 | Henry Fonda, Dolores del Río, Pedro Armendáriz              | Drame                        |                                       |
| Fun and Fancy Free              | Jack Kinney, Hamilton Luske, Bill Roberts, William Morgan | Edgar Bergen, Dinah Shore                                   | Dessin animé                 |                                       |
| Gentleman's Agreement           | Elia Kazan                                                | Gregory Peck, John Garfield, Dorothy McGuire, Celeste Holm  | Drame                        | Oscar du meilleur film                |
| L'Aventure de madame Muir       | Joseph L. Mankiewicz                                      | Gene Tierney, Rex Harrison                                  | Comédie                      |                                       |
| Golden Earrings                 | Mitchell Leisen                                           | Ray Milland, Marlene Dietrich                               | Drame                        |                                       |
| Good News                       | Charles Walters                                           | June Allyson, Peter Lawford, Mel Tormé                      | Film musical                 |                                       |
| Green Dolphin Street            | Victor Saville                                            | Lana Turner, Van Heflin, Donna Reed                         | Drame                        |                                       |
| The Guilt of Janet Ames         | Henry Levin                                               | Rosalind Russell, Melvyn Douglas                            | Drame                        |                                       |
| The Guilty                      | John Reinhardt                                            | Bonita Granville, Don Castle, Regis Toomey                  |                              |                                       |
| Half-Wits Holiday               | Jules White                                               | The Three Stooges                                           | Comédie                      |                                       |
| Hi-De-Ho                        | Josh Binney                                               | Cab Calloway, Jeni Le Gon                                   | Film musical, drame          |                                       |
| High Wall                       | Curtis Bernhardt                                          | Robert Taylor, Audrey Totter                                | Drame                        |                                       |
| Hold That Lion!                 | Jules White                                               | The Three Stooges                                           | Comédie, court métrage       |                                       |
| Honeymoon                       | William Keighley                                          | Shirley Temple, Franchot Tone, Guy Madison                  | Mélodrame                    |                                       |
| The Hucksters                   | Jack Conway                                               | Clark Gable, Deborah Kerr                                   | Drame                        |                                       |
| If Winter Comes                 | Victor Saville                                            | Walter Pidgeon, Deborah Kerr, Angela Lansbury               | Drame                        |                                       |
| I'll Be Yours                   | William A. Seiter                                         | Deanna Durbin, Tom Drake, William Bendix, Adolphe Menjou    | Comédie musicale             | Universal                             |
| The Imperfect Lady              | Lewis Allen                                               | Ray Milland, Teresa Wright                                  | Drame                        | Paramount Pictures                    |
| The Invisible Mouse             | William Hanna, Joseph Barbera                             |                                                             | Dessin animé                 |                                       |
| It Had to Be You                | Rudolph Maté                                              | Ginger Rogers, Cornel Wilde                                 | Comédie romantique           |                                       |
| It Happened in Brooklyn         | Richard Whorf                                             | Frank Sinatra, Jimmy Durante                                | Comédie                      |                                       |
| It Happened on 5th Avenue       | Roy Del Ruth                                              | Don DeFore, Ann Harding, Charles Ruggles                    | Comédie                      |                                       |
| Jesse James Rides Again         | F. Brannon, Thomas Carr                                   | Clayton Moore                                               | Western                      | Serial                                |
| L'Heure du crime                | Robert Rossen                                             | Dick Powell, Evelyn Keyes, Lee J. Cobb                      | Film à énigme                |                                       |
| Keeper of the Bees              | John Sturges                                              | Jane Darwell                                                | Drame                        |                                       |
| Killer Dill                     | Lewis D. Collins                                          | Stuart Erwin, Anne Gwynne, Mike Mazurki                     | Policier                     |                                       |
| King-Size Canary                |                                                           |                                                             | Dessin animé                 |                                       |
| Kiss of Death                   | Henry Hathaway                                            | Victor Mature, Brian Donlevy, Richard Widmark               | Film noir                    |                                       |
| The Lady from Shanghai          | Orson Welles                                              | Rita Hayworth, Orson Welles                                 | Film noir                    |                                       |
| Lady in the Lake                | Robert Montgomery                                         | Robert Montgomery, Audrey Totter                            | Film noir                    |                                       |
| Law of the Lash                 | Ray Taylor                                                | Lash LaRue, Al St. John, Lee Roberts                        | Western                      |                                       |
| Life with Father                | Michael Curtiz                                            | William Powell, Irene Dunne, Elizabeth Taylor               | Comédie                      |                                       |
| A Likely Story                  | H. C. Potter                                              | Barbara Hale, Bill Williams, Sam Levene                     | Comédie                      |                                       |
| Living in a Big Way             | Gregory LaCava                                            | Gene Kelly, Marie McDonald, Charles Winninger               | Comédie musicale             |                                       |
| The Long Night                  | Anatole Litvak                                            | Henry Fonda, Barbara Bel Geddes                             | Film noir                    |                                       |
| The Lost Moment                 | Martin Gabel                                              | Susan Hayward, Robert Cummings                              | Drame                        |                                       |
| Lured                           | Douglas Sirk                                              | Lucille Ball, Charles Coburn, George Sanders, Boris Karloff | Film noir                    |                                       |
| The Macomber Affair             | Zoltan Korda                                              | Gregory Peck, Joan Bennett, Robert Preston                  | Drame                        |                                       |
| Magic Town                      | William Wellman                                           | James Stewart, Jane Wyman                                   | Drame                        |                                       |
| The Man I Love                  | Raoul Walsh                                               | Ida Lupino, Robert Alda                                     | Drame                        |                                       |
| The Mighty McGurk               | John Waters                                               | Wallace Beery, Dean Stockwell                               | Drame                        |                                       |
| Miracle on 34th Street          | George Seaton                                             | Edmund Gwenn, Maureen O'Hara, John Payne, Natalie Wood      | Comédie romantique           |                                       |
| Monsieur Verdoux                | Charles Chaplin                                           | Charles Chaplin, Martha Raye, William Frawley               | Comédie                      |                                       |
| Moss Rose                       | Gregory Ratoff                                            | Peggy Cummins, Victor Mature, Ethel Barrymore               | Thriller                     |                                       |
| Mother Wore Tights              | Walter Lang                                               | Betty Grable, Dan Dailey, Mona Freeman                      | Film musical                 |                                       |
| Motion Painting No. 1           |                                                           |                                                             | Dessin animé                 |                                       |
| Mourning Becomes Electra        | Dudley Nichols                                            | Rosalind Russell, Michael Redgrave                          | Drame                        |                                       |
| A Mouse in the House            |                                                           |                                                             | Dessin animé                 |                                       |
| My Favorite Brunette            | Elliott Nugent                                            | Bob Hope, Dorothy Lamour, Peter Lorre                       | Comédie                      |                                       |
| My Wild Irish Rose              | David Butler                                              | Dennis Morgan, Arlene Dahl, Andrea King                     |                              |                                       |
| Nightmare Alley                 | Edmund Goulding                                           | Tyrone Power, Joan Blondell, Coleen Gray                    | Film noir                    |                                       |
| Nora Prentiss                   | Vincent Sherman                                           | Ann Sheridan, Kent Smith, Robert Alda                       | Drame                        |                                       |
| Northwest Outpost               | Allan Dwan                                                | Nelson Eddy, Ilona Massey                                   | Film musical                 |                                       |
| Out of the Past                 | Jacques Tourneur                                          | Robert Mitchum, Jane Greer, Kirk Douglas                    | Film noir                    |                                       |
| The Paradine Case               | Alfred Hitchcock                                          | Gregory Peck, Charles Laughton, Alida Valli, Louis Jourdan  | Drame                        |                                       |
| Part Time Pal                   |                                                           |                                                             | Dessin animé                 |                                       |
| The Perils of Pauline           | George Marshall                                           | Betty Hutton, John Lund                                     | Comédie                      |                                       |
| A Pest in the House             |                                                           |                                                             | Dessin animé                 |                                       |
| Pirates of Monterey             | Alfred L. Werker                                          | Maria Montez, Rod Cameron, Gilbert Roland                   | Aventure                     |                                       |
| Possessed                       | Curtis Bernhardt                                          | Joan Crawford, Van Heflin, Raymond Massey                   | Film noir                    |                                       |
| The Private Affairs of Bel Ami  | Albert Lewin                                              | George Sanders, Angela Lansbury, Ann Dvorak, John Carradine | Drame                        |                                       |
| Pursued                         | Raoul Walsh                                               | Robert Mitchum, Teresa Wright                               | Drame                        |                                       |
| Queen of the Amazons            | Edward Finney                                             | Patricia Morison                                            | Aventure                     |                                       |
| Railroaded!                     | Anthony Mann                                              | John Ireland, Hugh Beaumont                                 | Drame                        |                                       |
| Ramrod                          | André de Toth                                             | Joel McCrea, Veronica Lake, Donald Crisp                    | Western                      |                                       |
| The Red House                   | Delmer Daves                                              | Edward G. Robinson                                          | Thriller                     |                                       |
| Repeat Performance              | Alfred L. Werker                                          | Louis Hayward, Joan Leslie                                  | Drame                        |                                       |
| Ride the Pink Horse             | Robert Montgomery                                         | Robert Montgomery, Thomas Gomez                             | Drame                        |                                       |
| Riffraff                        | Ted Tetzlaff                                              | Pat O'Brien, Walter Slezak                                  | Film noir                    |                                       |
| Road to Rio                     | Norman Z. McLeod                                          | Bob Hope, Bing Crosby, Dorothy Lamour                       | Comédie                      |                                       |
| The Romance of Rosy Ridge       | Roy Rowland                                               | Van Johnson, Thomas Mitchell, Janet Leigh                   | Drame                        |                                       |
| Salt Water Tabby                |                                                           |                                                             | Dessin animé                 |                                       |
| Scared to Death                 | Christy Cabanne                                           | Bela Lugosi, George Zucco                                   | Horreur                      |                                       |
| Scent-imental Over You          |                                                           |                                                             | Dessin animé                 |                                       |
| The Sea of Grass                | Elia Kazan                                                | Spencer Tracy, Katharine Hepburn                            | Western                      |                                       |
| The Secret Life of Walter Mitty | Norman Z. McLeod                                          | Danny Kaye, Virginia Mayo                                   | Comédie                      |                                       |
| The Shocking Miss Pilgrim       | George Seaton                                             | Betty Grable, Dick Haymes, Anne Revere                      | Film musical                 |                                       |
| The Sin of Harold Diddlebock    | Preston Sturges                                           | Harold Lloyd                                                | Comédie                      | Universal/RKO                         |
| Sinbad the Sailor               | Richard Wallace                                           | Douglas Fairbanks Jr., Maureen O'Hara                       | Fantasy                      |                                       |
| Sing a Song of Six Pants        | Jules White                                               | The Three Stooges                                           | Comédie, court métrage       |                                       |
| Slick Hare                      |                                                           |                                                             | Dessin animé                 |                                       |
| Smash-Up, the Story of a Woman  | Stuart Heisler                                            | Susan Hayward, Eddie Albert                                 | Drame                        |                                       |
| Son of Zorro                    |                                                           |                                                             | Aventure, serial             |                                       |
| Song of Scheherazade            | Walter Reisch                                             | Yvonne De Carlo, Jean-Pierre Aumont, Eve Arden              | Fantasy                      |                                       |
| Song of the Thin Man            | Edward Buzzell                                            | William Powell, Myrna Loy                                   | Film à énigme                | Dernier film de la série des Thin Man |
| T-Men                           | Anthony Mann                                              | Dennis O'Keefe                                              | Drame policier               |                                       |
| That Hagen Girl                 | Peter Godfrey                                             | Ronald Reagan, Shirley Temple                               | Comédie                      |                                       |
| They Won't Believe Me           | Irving Pichel                                             | Susan Hayward, Robert Young, Jane Greer                     | Drame                        |                                       |
| This Time for Keeps             | Richard Thorpe                                            | Esther Williams, Jimmy Durante                              | Comédie                      |                                       |
| Thunderbolt!                    | John Sturges, William Wyler                               | James Stewart                                               | Documentaire, film de guerre |                                       |
| Tubby the Tuba                  | George Pal                                                |                                                             | Dessin animé                 |                                       |
| Tweetie Pie                     |                                                           |                                                             | Dessin animé                 |                                       |
| The Two Mrs. Carrolls           | Peter Godfrey                                             | Barbara Stanwyck, Humphrey Bogart, Alexis Smith             | Drame                        |                                       |
| Unconquered                     | Cecil B. DeMille                                          | Gary Cooper, Paulette Goddard, Howard Da Silva              | Aventure                     |                                       |
| The Unfaithful                  | Vincent Sherman                                           | Ann Sheridan, Lew Ayres                                     | Drame                        |                                       |
| The Unsuspected                 | Michael Curtiz                                            | Claude Rains, Audrey Totter                                 | Drame                        |                                       |
| Variety Girl                    | George Marshall                                           | Différents artistes                                         | Film musical                 |                                       |
| The Velvet Touch                | Jack Gage                                                 | Rosalind Russell, Claire Trevor                             | Drame                        |                                       |
| The Vigilante                   | Wallace Fox                                               | Ralph Byrd                                                  | Action                       | Serial                                |
| The Voice of the Turtle         | Irving Rapper                                             | Ronald Reagan, Eleanor Parker, Eve Arden                    | Comédie                      |                                       |
| The Web                         | Michael Gordon                                            | Vincent Price, Edmond O'Brien                               | Drame                        |                                       |
| Whispering City                 | Fyodor Ostep                                              | Paul Lukas, Helmut Dantine                                  | Drame                        |                                       |
| The Wistful Widow of Wagon Gap  | Charles Barton                                            | Bud Abbott, Lou Costello                                    | Comédie                      |                                       |
| The Woman on the Beach          | Jean Renoir                                               | Joan Bennett, Robert Ryan, Charles Bickford, Irene Ryan     | Film noir                    |                                       |